# クルニチェフ国家研究生産宇宙センター

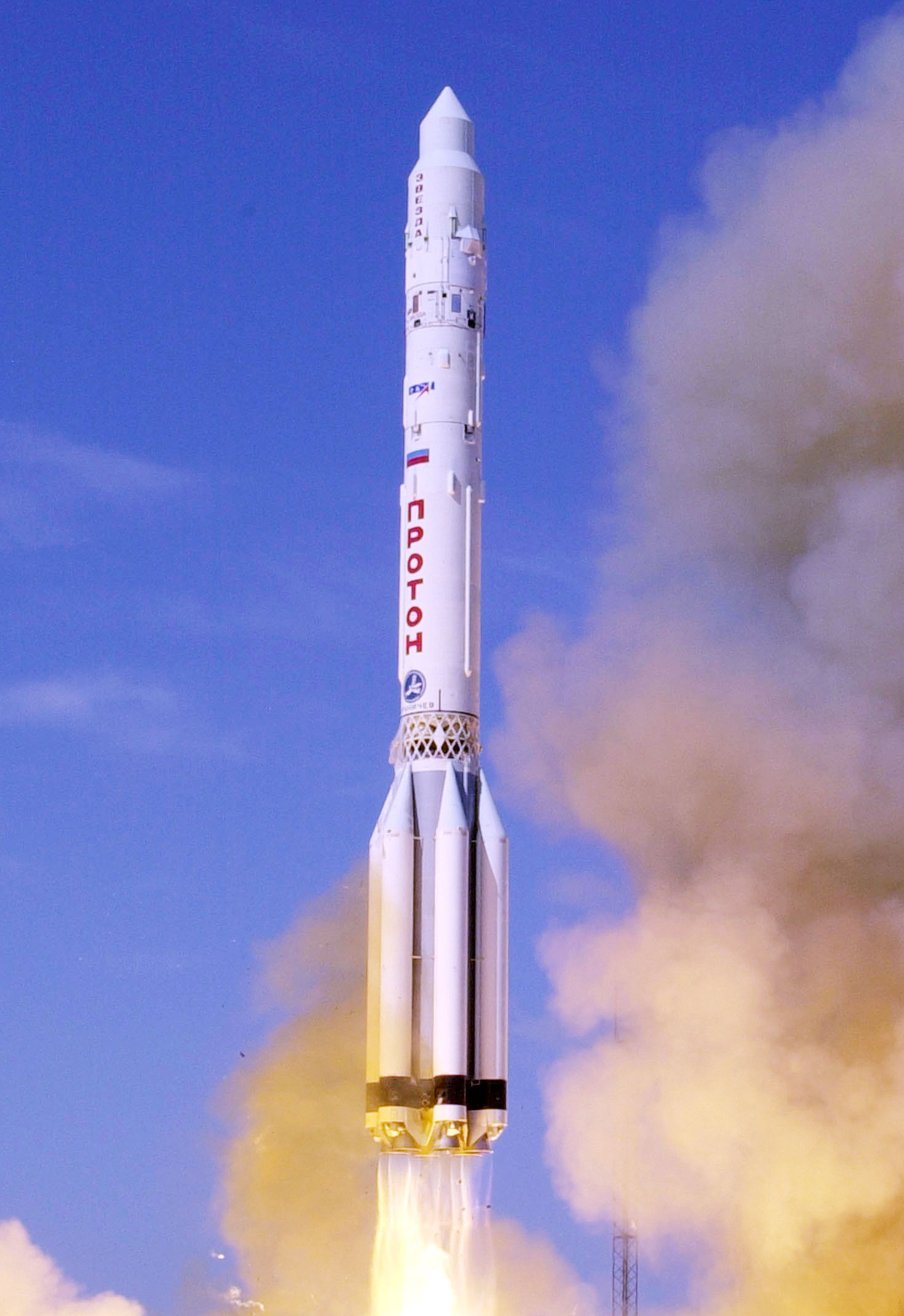
クルニチェフ製造のプロトンロケット

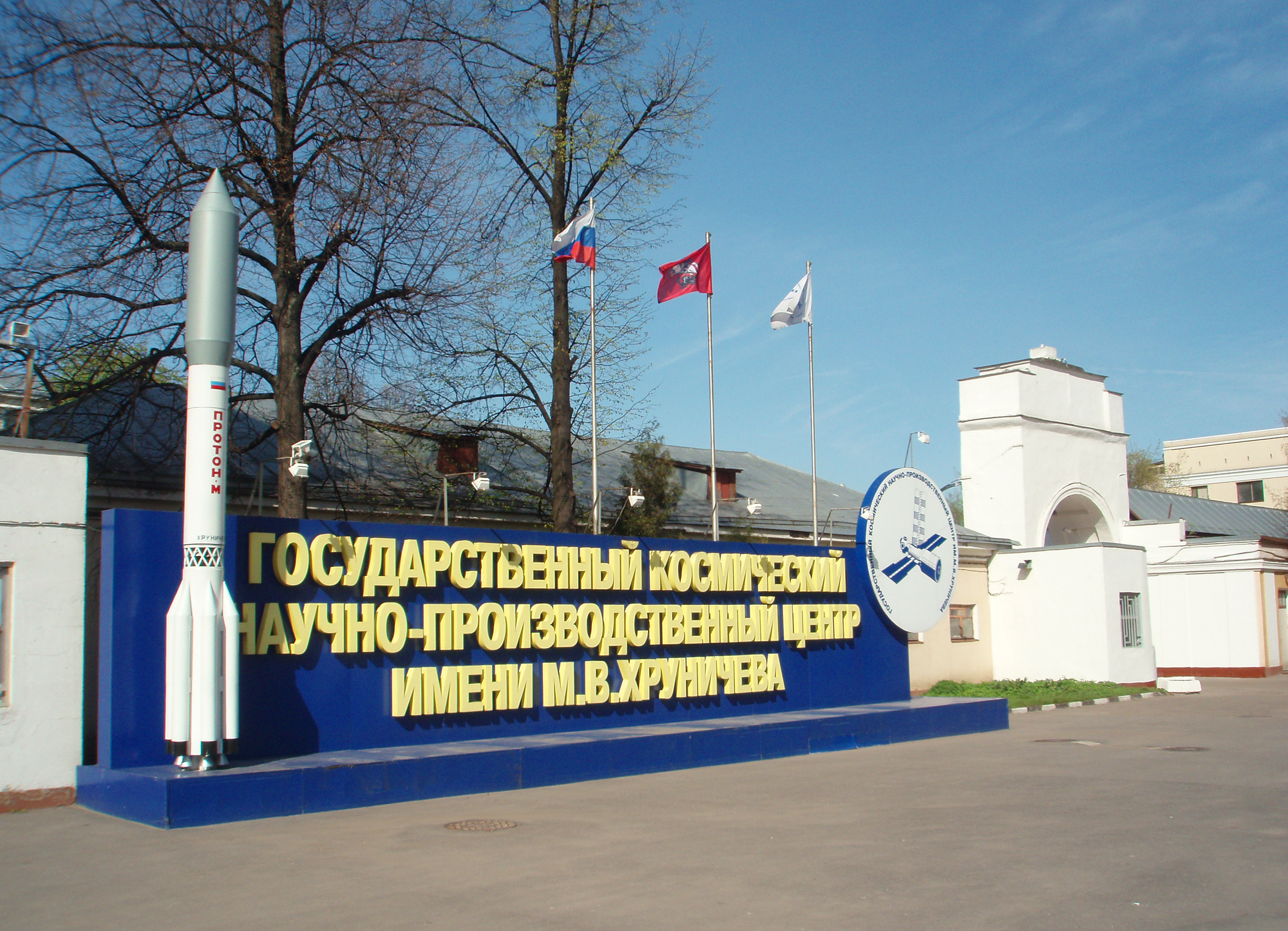
モスクワのクルニチェフ国家研究生産宇宙センター入口

クルニチェフ国家研究生産宇宙センター（露:ГКНПЦ им. М. В. Хру́ничева、英: Khrunichev State Research and Production Space Center）はモスクワを拠点とした宇宙打ち上げシステムの製造会社。名称はソ連航空工業大臣、副首相のミハイル・クルニチェフに因む。

## 概要
クルニチェフ工場は帝政ロシア末期の1916年にRusso-Balt社によって自動車製造工場として設立され年間1500台から2000台の自動車を生産した。
10月革命による混乱の後、1922年に自動車の生産を再開した。ソビエト連邦とドイツの第一次世界大戦における2つの敗戦国が蒙った外交的孤立を打破すべくラパッロ条約が結ばれドイツで設計された航空機であるユンカースが1922年から1925年にかけて150機以上生産された。その後ソビエト製のツポレフR-3と次いで1926年からはツポレフTB-1が生産された。1927年にはユンカースとの合意が破棄され第22製造所として航空トラストに加えられた。TB-3とR-6の生産が1929年に始まり1030年にはSB-2とPetlyakov (Pe-2)の生産が始まった。1941年にはドイツがモスクワに向けて進攻してきたので短期間カザンへ移転してPe-2爆撃機とPe-8の生産を継続した。その間にモスクワの創業の地は第23製造所（Factory No. 23）になりイリューシンIl-4爆撃機とTu-2を生産した。平和が戻りツポレフTu-12とアメリカのB-29爆撃機のコピーであるTu-4が生産され1951年からミャスィーシチェフM-4戦略爆撃機とM-50が生産され最終的には1960年以後は世界最大のヘリコプターであるミーリMi-6が生産された。1951年には工場固有の設計局であるOKB-23が加えられた事によって増大化した。
1962年にはウラジミール・チェロメイ(Vladimir Chelomei)が第一書記であるニキータ・フルシチョフにソビエト宇宙計画を立案して事務所と彼の壮大な計画を実現する為の生産工場を得た。フルシチョフはチェロメイのアイディアに誘惑され有名だが当時第一書記を大きく失望させた機種を生産していたミャスィーシチェフ工場を与える事を決断し、隣接する23設計局で設計された機体を生産する事になった。設備は宇宙産業用に更新されUR-200(SS-10 SCRAG)弾道ミサイルの生産が開始された。R-14の開発はUR-100によって1962年に放棄された。同時期にプロトンロケットの開発が開始された。その後軍用、民間用の大量のロケットが生産された。
クルニチェフは1970年代後半にサリュート設計局に移され、1981年から1988年はNPOエネルギアの一部であった。1988年に独立した団体となる。1993年6月7日大統領であるボリス・エリツィンの大統領令によりRKKエネルギアの一部であるサリュート設計局と合併してGNKPZ クルニチェフになった。.
クルニチェフはまた、ロシアとロッキード・マーティンの共同ベンチャーであるインターナショナル・ローンチ・サービス社（ILS）の筆頭株主でもある。ILS はプロトンロケットによる人工衛星の商業打ち上げを行っている。
クルニチェフはミールやサリュートシリーズ、アルマースモジュールを含めた宇宙ステーションを製造していた。

## ロケット・ミサイル
- アンガラ・ロケット
- Briz-M
- プロトン・ロケット
- ロコット
- ユニバーサル・ロケット
  - UR-100
  - UR-100N
  - MR-UR-100 Sotka
  - UR-200